# Enicospilus amygdalis
Enicospilus amygdalis là một loài tò vò trong họ Ichneumonidae.